# Quinzième circonscription de Budapest
La quinzième circonscription de Budapest est l'une des dix-huit circonscriptions électorales de la capitale hongroise. Elle a été créée lors du redécoupage électoral de 2011 puis est devenue effective lors des élections législatives hongroises de 2014.

## Description géographique et démographique
La circonscription regroupe l'intégralité du 18e arrondissement.
Selon le recensement de 2011, elle compte 98 499 habitants dont 81 755 adultes (45 994 hommes et 52 505 femmes).

## Députés
Pour voir les députés et les résultats de la première circonscription entre 1990 et 2011, voir l'article sur les anciennes circonscriptions de Budapest.